# John Carne Bidwill
Pour les articles homonymes, voir Bidwill.

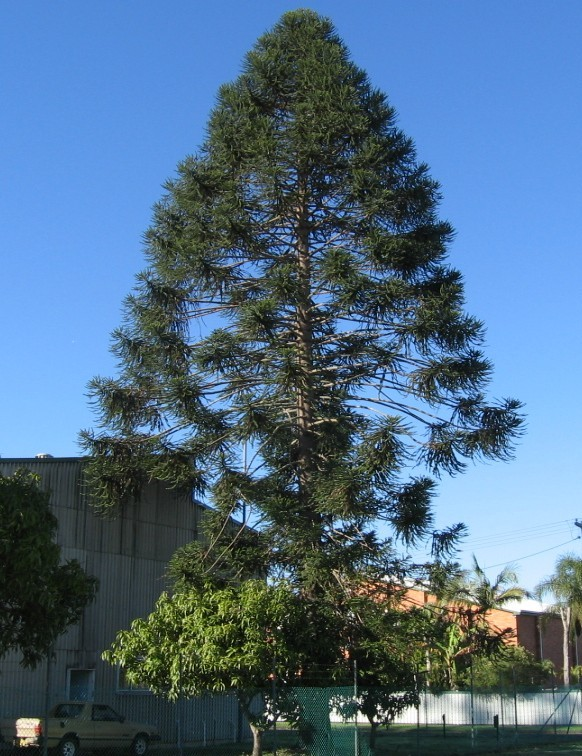
LAraucaria bidwillii lui doit son nom.

John Carne Bidwill, né le 5 février 1815 à St. Thomas (Exeter) et mort le 16 mars 1853 à Maryborough (Queensland), est un botaniste, explorateur et alpiniste britannique.

## Biographie
A 17 ans, il rejoint le Canada puis, en 1838, suit sa sœur Elisabeth à Sydney. Dès 1839, il étudie les sols de l'île du Nord en Nouvelle-Zélande, y explore les montagnes intérieures, observe la végétation et escalade plusieurs sommets dont il mesure certains comme le Tongariro. Son voyage est un succès et est reconnu. En 1840, il effectue une nouvelle exploration de l’intérieur et en ramène de nombreuses espèces de plantes. Il retourne alors en 1843 en Grande-Bretagne et offre son herbier aux Jardins botaniques royaux de Kew. 
Il retourne à Sydney l'année suivante, voyage à Tahiti en 1845 avec sa sœur Mary puis, en 1847, est nommé premier directeur du jardin botanique de Sydney, poste qu'il n'occupe qu'une année. En 1848, il mène plusieurs ascensions en Nouvelle-Zélande et déclare avoir découvert de l'or à Gympie (1853). Il meurt au retour de ce voyage éprouvant.
William Herbert (1778-1847) lui dédie le genre Araucaria bidwillii et Jules Verne l'évoque dans Les Enfants du capitaine Grant (partie 3, chapitre XI).